# Graphe mite
Le graphe mite est, en théorie des graphes, un graphe possédant 6 sommets et 7 arêtes. Il peut être construit en ajoutant deux sommets au graphe diamant et en les reliant tous les deux à un même sommet de degrés trois du graphe diamant.

## Propriétés

### Propriétés générales
Le diamètre du graphe mite, l'excentricité maximale de ses sommets, est 2, son rayon, l'excentricité minimale de ses sommets, est 1 et sa maille, la longueur de son plus court cycle, est 3. Il s'agit d'un graphe 1-sommet-connexe et d'un graphe 1-arête-connexe, c'est-à-dire qu'il est connexe et que pour le rendre déconnecté il faut le priver au minimum de 1 sommet ou de 1 arête.
Il est possible de tracer le graphe mite sur un plan sans qu'aucune de ses arêtes ne se croisent. Le graphe mite est donc planaire. C'est également un graphe distance-unité : il peut s'obtenir à partir d'une collection de points du plan euclidien en reliant par une arête toutes les paires de points étant à une distance de 1. Cela peut se vérifier en dessinant deux triangles équilatéraux ayant un côté en commun puis en ajoutant au résultat deux sommets à une distance de 1 d'un des sommets de degrés 3 ainsi obtenus.

### Coloration
Le nombre chromatique du graphe mite est 3. C'est-à-dire qu'il est possible de le colorer avec 3 couleurs de telle façon que deux sommets reliés par une arête soient toujours de couleurs différentes. Ce nombre est minimal.
L'indice chromatique du graphe mite est 5. Il existe donc une 5-coloration des arêtes du graphe telle que deux arêtes incidentes à un même sommet soient toujours de couleurs différentes. Ce nombre est minimal.
Il est possible de compter les colorations distinctes d'un graphe. Cela donne une fonction dépendant du nombre de couleurs autorisé. Cette fonction est polynomiale et est qualifiée de polynôme chromatique du graphe. Ce polynôme a pour racines tous les entiers positifs ou nuls strictement inférieurs à 3 et est de degré 6. Il est égal à : {\displaystyle (x-2)^{2}(x-1)^{3}x}.

### Propriétés algébriques
Le groupe d'automorphismes du graphe mite est un groupe abélien d'ordre 4 isomorphe à Z/2Z×Z/2Z, le groupe de Klein.
Le polynôme caractéristique  de la matrice d'adjacence du graphe mite est : {\displaystyle x^{2}(x+2)(x^{3}-2x^{2}-3x+2)}. Le graphe mite est déterminé de façon unique par son spectre de graphe, l'ensemble des valeurs propres de sa matrice d'adjacence.